# Luc Chanson
Luc Chanson (29 de octubre de 1962) es un deportista suizo que compitió en judo. Ganó una medalla de bronce en el Campeonato Europeo de Judo de 1984 en la categoría de –65 kg.
Participó en los Juegos Olímpicos de Los Ángeles 1984, donde finalizó duodécimo en la categoría de –65 kg.

## Palmarés internacional
| Campeonato Europeo | Campeonato Europeo | Campeonato Europeo | Campeonato Europeo |
| Año                | Lugar              | Medalla            | Categoría          |
| ------------------ | ------------------ | ------------------ | ------------------ |
| 1984               | Lieja (Bélgica)    | Medalla de bronce  | –65 kg             |